# 1951 a jogalkotásban
1951-ben az alábbi jogszabályokat alkották meg:

## Magyarország

### Törvények (4)
- 1951. évi I. törvény 	 az Állami Egyházügyi Hivatal felállításáról
- 1951. évi II. törvény 	 az ötéves tervről szóló 1949. évi XXV. törvény módosításáról
- 1951. évi III. törvény 	 a büntető perrendtartásról
- 1951. évi IV. törvény 	 az 1952. évi állami költségvetésről

### Törvényerejű rendeletek (35)
- Forrás: Törvényerejű rendeletek teljes listája (1949 - 1989)
- 1951. évi 1. tvr. 	 a város- és községrendezésről (jan. 3.) [1]
- 1951. évi 2. tvr. a Magyar Népköztársaság Minisztertanácsa mellett működő Országos Testnevelési és Sportbizottság szervezéséről (jan. 14.)
- 1951. évi 3. tvr. 	 a „Kossuth-díj” alapításáról szóló 1948. évi XVIII. törvény módosításáról (jan. 14.)
- 1951. évi 4. tvr. 	 az állategészségügyről a Magyar Népköztársaság és a Lengyel Köztársaság között Budapesten, az 1949. évi október hó 29. napján kötött egyezmény közzétételéről (jan. 23.)
- 1951. évi 5. tvr. 	 a kultúrnövényeknek a kártevők és betegségek elleni védelméről a Magyar Népköztársaság és a Lengyel Köztársaság között Budapesten, az 1949. évi október hó 29. napján kötött egyezmény közzétételéről (jan. 23.)
- 1951. évi 6. tvr. 	 a miniszterhelyettesekről
- 1951. évi 7. tvr. A munka törvénykönyve
- 1951. évi 9. tvr. 	 az „Anyasági Érdemrend és Érdemérem” adományozása, valamint a sok-gyermekes anyák jutalmazása tárgyában
- 1951. évi 10. tvr. 	 az 1951/52. évi állami begyűjtésről
- 1951. évi 11. tvr. 	 az állami tűzoltóság tagjainak a katonai büntető jogszabályok hatálya alá helyezéséről
- 1951. évi 12. tvr. 	 a házasságkötés előtt szükséges orvosi vizsgálatról
- 1951. évi 13. tvr. 	 az igazságügyi szervezetre vonatkozó egyes rendelkezésekről
- 1951. évi 14. tvr. 	 az általános gimnáziumról
- 1951. évi 15. tvr. 	 a tankötelezettségről és az általános iskoláról
- 1951. évi 16. tvr. 	 az ipari technikumok felügyeletének újabb szabályozása tárgyában
- 1951. évi 18. tvr. Idegen Nyelvek Főiskolája létesítése tárgyában
- 1951. évi 19. tvr. Közlekedési Műszaki Egyetem létesítése tárgyában
- 1951. évi 20. tvr. 	 egyes egyházi állások betöltése módjáról
- 1951. évi 21. tvr. 	 az államtitok és a hivatali titok büntetőjogi védelméről
- 1951. évi 22. tvr. 	 a műszaki tanárképzésről
- 1951. évi 23. tvr. 	 a helyi tanácsok taglétszámának kiegészítéséről
- 1951. évi 24. tvr. 	 a vámjog szabályozásáról
- 1951. évi 25. tvr. 	 a Veszprémi Vegyipari Egyetem felállítása tárgyában
- 1951. évi 26. tvr. 	 a tudományok doktora tudományos fokozat bevezetése és az egyetemi oktatói, valamint a kutatóintézeti kutatói állások, illetőleg fokozatok szabályozása tárgyában
- 1951. évi 27. tvr. 	 a külföldön tartózkodó magyar állampolgárok részére az 1950. évi 9. törvényerejű rendelet alapján adható közkegyelem határidejének újabb meghosszabbításáról
- 1951. évi 28. tvr. 	 a Közlekedési Műszaki Egyetem Szolnokra való áthelyezése tárgyában
- 1951. évi 29. tvr. 	 a Magyar Népköztársaság és a Csehszlovák Köztársaság között a polgári és a bűnügyi jogsegély tárgyában Budapesten, az 1951. évi március hó 6. napján kötött szerződés kihirdetéséről
- 1951. évi 30. tvr. 	 a dolgozók egységes társadalombiztosítási nyugdíjáról
- 1951. évi 31. tvr. 	 az 1951. évi III. törvénybe iktatott büntető perrendtartás hatálybaléptetéséről, végrehajtásáról és a katonai büntető eljárásban való alkalmazásáról
- 1951. évi 32. tvr. 	 a törvénykezési és az államigazgatási területbeosztás összeegyeztetéséről
- 1951. évi 33. tvr. Termelőszövetkezeti Tanács létesítéséről
- 1951. évi 34. tvr. 	 a fiatalkorúakra vonatkozó büntetőjogi és büntető eljárási rendelkezésekről (dec. 24.)
- 1951. évi 35. tvr. 	 a kihágási bíróságokról és azok eljárásáról (dec. 28.)

### Minisztertanácsi rendeletek
- 4/1951. (I. 2.) MT rendeletA cukor- és finomlisztellátás szabályozása tárgyában [2]
- 5/1951. (1.3.) MT rendelet A beruházások elhelyezése [1]
- 6/1951. (I. 3.) MT rendelet Az illetményadóra vonatkozó jogszabályok kiegészítése   [1]
- 7/1951. (I. 3.) MT rendelet Az Országos Tudományos Képesítő Bizottság új elnevezéséről [1]
- 22/1951. (I. 20.) MT rendelet a rosszindulatú daganatos megbetegedések bejelentéséről
- 60/1951. (III. 8.) MT rendelet a villamosenergia elosztására szolgáló berendezések korszerűsítéséről
- 70/1951. (III. 14.) MT rendelet az üzemi egészségvédelem szabályozásáról
- 78/1951. (III. 17.) MT rendelet a foglalkozási betegségek tekintetében bejelentési kötelezettség megállapításáról
- 82/1951. (III. 31.) MT rendelet a nemi betegségek elleni védekezéssel kapcsolatos egyes kérdések újabb szabályozásáról
- 94/1951. (IV. 17.) MT rendelet a vagyonelkobzással kapcsolatos eljárás újabb szabályozásáról
- 111/1951. (V. 19.) MT rendelet a tőzeg kitermelésének szabályozásáról
- 119/1951. (VI. 5.) MT rendelet a kézigyógyszertárakról
- 122/1951. (VI. 17.) MT rendelet a trösztökről
- 142/1951. (VII. 21.) MT rendelet  a nemi betegekre vonatkozó adatszolgáltatási kötelezettség módosításáról
- 152/1951. (VIII. 11.) MT rendelet a biztosítási díj fizetésének szabályozásáról
- 165/1951. (IX. 7.) MT rendelet a közületi szervek elhelyezéséről szóló 104/1950. (IV. 8.) MT rendelet egyes rendelkezéseinek kiegészítéséről és módosításáról
- 194/1951. (XI. 10.) MT rendelet a panaszkönyvről
- 195/1951. (XI. 11.) MT rendelet A dolgozók egységes társadalombiztosítási nyugdíjáról szóló törvényerejű rendelet végrehajtása[3]
- 196/1951. (XI. 11.) MT rendelet A társadalombiztosítási járadékok felemeléséről és a nyugdíjakkal kapcsolatos egyes kérdések szabályozásáról[3]
- 204/1951. (XII. 2.) MT rendelet a munkabérekre vonatkozó egyes rendelkezésekről
- 206/1951. (XII. 8.) MT rendelet  a szállítási szerződésekről
- 207/1951. (XII. 8.) MT rendelet a döntőbizottsági eljárásról
- 214/1951. (XII. 21.) MT rendelet  a társadalombiztosításra vonatkozó egyes rendelkezések módosítása é kiegészítése tárgyában

### Minisztertanácsi határozatok
- 1010/1951. (V. 16.) MT határozat ?
- 1011/1951. (V. 19.) MT határozat a termelésben résztvevő nők számának emeléséről
- 1031/1951. (XI. 11.) MT határozat a termelőszövetkezeti vezetők feladatairól és javadalmazásáról[3]
- 1032/1951. (XI. 17.) MT határozat  február 1-nek a »Magyar Sajtó Napjává« nyilvánításáról
- 1033/1951. (XI. 24.) MT határozat a tudományos alkotómunka zavartalanságának biztosításáról
- A Magyar Népköztársaság minisztertanácsának és a Magyar Dolgozók Pártja Központi Vezetőségének 1034/1951. (XII. 2.) számú határozata a jegyrendszer megszüntetéséről, az ár- és bérrendezésről s a mezőgazdasági termékek forgalmának felszabadításéról
- 1036/1951. (XII. 5.) MT határozat a kiváló pedagógusok kitüntetéséről és a Pedagógus Napról
- 1039/1951. (XII. 23.) MT határozat a termelőszövetkezetben dolgozó gépállomási traktorvezetők és munkagépkezelők munkaegységben való részesedéséről

### Egyéb fontosabb jogszabályok

#### Miniszteri rendeletek
- 6535/33/1951. II. e. PM rendelet A tűzkő után fizetendő forgalmi adó biztosítása és ellenőrzése tárgyában[4] és 6535/35/1951. PM körrendelet[5]
- 6565/82/1951. II. e. PM rendelet a mesterséges édesítőszer után fizetendő forgalmi adó biztosítása és ellenőrzése tárgyában[4] és 6565/85/1951. PM körrendelet[5]
- 103.600/1951. (III. 15.) O. T. rendelet A juhtenyésztési járulék megszüntetéséről[6]
- 6.094—268/1951. (III. 15.) P. M. rendelet Az ötéves Tervkölcsön kötvényeire folyósítható kölcsön tárgyában kibocsátott 6.094—196/1950. (X. 14.) P. M. számú rendelet módosításáról
- 6.170—83/1951. (III. 15.) III. a. P. M. rendelet A burgonyavásárlásnak az egységes utalványrendszerbe vonása
- 6.170—84/1951. (III. 15.) III. a. P. M. rendelet Az állattenyésztési előlegeknek az egységes utalványrendszerben történő kifizetése
- 7.036—1—3/1951. (III. 15.)  VKM rendelet Az állami gépíró-, gyorsíró- és irodakezelői szakiskolákról
- 9.061/62—7/1951. (III. 15.) Eü. M. rendelet A magasépítőipari balesetelhárító óvórendszabály módosítása
- 9.061/81—8/1951. (III. 15.) Eü. M rendelet A nyomdaipari egészségvédő és balesetelhárító (munkavédelmi) óvórendszabály kiadása
- 9.061/87—8/1951. (III. 15.) Eü.M. rendelet Az építőanyagipari egészségvédő és balesetelháritó (munkavédelmi) óvórendszabály kiadása
- 9.000/1951. (IV. 24.) I. M. rendelet az igazságügyi statisztikai adatszolgáltatásról[7]
- 83.460/1951. (IV. 24.) Bk. M. rendelet a tuberkulotikusok, diabetesesek, májbetegek és véradók hatósági élelmiszerellátása tárgyában